# Seedy Jatta
Oslo
Seedy Jatta, né le 18 mars 2003 en Norvège, est un footballeur norvégien qui évolue au poste d'avant-centre au Sturm Graz.

## Biographie

### En club
Né en Norvège, Seedy Jatta est formé par le Bjørndal puis le Skeid Fotball avant de poursuivre sa formation au Vålerenga Fotball où commence sa carrière professionnelle. Il est intégré à l'équipe première par l'entraîneur Dag-Eilev Fagermo (en) en raison notamment d'un manque de profondeur dans le secteur offensif. Jatta joue son premier match en professionnel le 30 mai 2021, lors d'une rencontre d'Eliteserien, la première division norvégienne, contre le Sandefjord Fotball. Il entre en jeu à la place de Amor Layouni et son équipe s'impose par trois buts à un ce jour-là.
Le 26 mars 2021, Seedy Jatta prolonge son contrat avec Vålerenga jusqu'en 2023. Le 20 septembre de la même année, Jatta prolonge de nouveau avec Vålerenga, cette fois son contrat le lie au club jusqu'en juillet 2025.
Le 17 août 2023, Seedy Jatta rejoint l'Autriche afin de s'engager en faveur du Sturm Graz. Il signe un contrat courant jusqu'en juin 2027.
Il devient champion d'Autriche en 2024, le SK Sturm Graz étant sacré pour la quatrième fois de son histoire.

### En sélection
Seedy Jatta représente l'équipe de Norvège des moins de 17 ans, jouant un total de trois matchs entre 2019 et 2020. 
Jatta joue son premier match avec les moins de 19 ans le 6 octobre 2021 contre le Kosovo. Il entre en jeu et son équipe l'emporte par trois buts à zéro. Lors de sa deuxième apparition, trois jours plus tard contre le Pays de Galles, il inscrit son premier but avec les moins de 19 ans, et délivre également deux passes décisives, contribuant ainsi à la victoire des siens (5-0).

## Palmarès
Sturm Graz
- Championnat d'Autriche (1) :
  - Champion : 2023-2024.